# Nadolnik (powiat chodzieski)
Nadolnik (do 2021 Nadolniki) – przysiółek w Polsce położony w województwie wielkopolskim, w powiecie chodzieskim, w gminie Szamocin
Miejscowość leży przy trasie drogi wojewódzkiej nr 191. Miejscowość wchodzi w skład sołectwa Raczyn.
W latach 1975–1998 miejscowość administracyjnie należała do województwa pilskiego.